# Excidobates
Excidobates – rodzaj płazów bezogonowych z podrodziny Dendrobatinae w rodzinie drzewołazowatych (Dendrobatidae).

## Zasięg występowania
Rodzaj obejmuje gatunki występujące w górnym dorzeczu Marañón w północno-zachodnim Peru (Region Amazonas), na wysokości 200–1500 m n.p.m. oraz w prowincji Zamora-Chinchipe w Ekwadorze.

## Systematyka

### Etymologia
Excidobates: łac. excido „wypadnięcie lub wycięcie z pamięci”; βατης batēs „piechur”, od βατεω bateō „stąpać”, od βαινω bainō „chodzić”.

### Podział systematyczny
Do rodzaju należą następujące gatunki:
- Excidobates captivus (Myers, 1982)
- Excidobates condor Almendáriz, Ron & Brito M., 2012
- Excidobates mysteriosus (Myers, 1982)